# Higashi-ku (Nagoya)
Higashi-ku (東区?) è uno dei sedici quartieri amministrativi della città di Nagoya, in Giappone.